# Antal Molnár

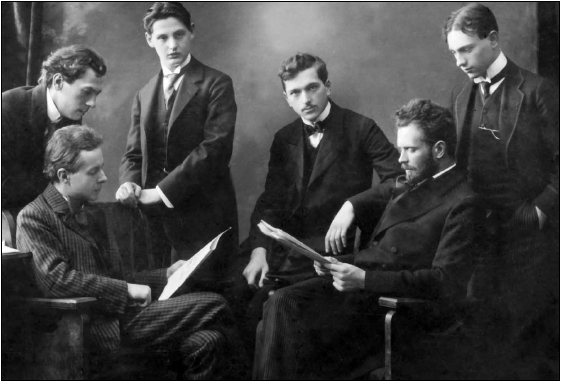
Aladár Székely: Das Waldbauer-Quartett mit Antal Molnár (in der Mitte) und vorne sitzend: Bartók und Kodály (1910)

Antal Molnár (* 7. Januar 1890 in Budapest, Österreich-Ungarn; † 7. Dezember 1983) war ein ungarischer Komponist und Musikwissenschaftler.

## Leben
Molnár studierte von 1907 bis 1910 in Budapest bei Victor von Herzfeld und war dann Bratschist im Waldbauer-Quartett und im Dohnányi-Hubay-Klavierquartett. Er war Mitarbeiter von Béla Bartók und Zoltán Kodály und von 1912 bis 1919 er Lehrer an der Höheren Musikschule von Budapest. Im Herbst 1918 war er Teilnehmer am Budapester „Sonntagskreis“ (Vasárnap-Társaság), einer Gesprächsrunde zu philosophischen und politischen Themen, die von György Lukács im Haus von Béla Balázs geleitet wurde. Durch Kodálys Vermittlung erhielt er 1919 eine Stelle für Musikgeschichte, Ästhetik, Kammermusik und Musiktheorie an der Franz-Liszt-Musikakademie, die er bis 1959 innehatte.
Molnár komponierte eine Orchestervariation, eine Suite für doppeltes Streichorchester, ein Cellokonzert, eine Kurutzenmusik für vier Tárogató, kammermusikalische Werke, eine Missa brevis, eine Kantate und Lieder. Daneben verfasste er zahlreiche musikhistorische und -theoretische Schriften.
Molnár erhielt 1934 den Baumgarten-Preis für sein literarisches Schaffen und 1957 den Kossuth-Preis.